# 플랫부시가-브루클린 칼리지역
플랫부시가-브루클린 칼리지역은 뉴욕 지하철에 있는 미국의 철도역이다.

## 역 주변
- 브루클린 칼리지